# Ram-Zet
I Ram-Zet sono un gruppo extreme metal/avant-garde metal norvegese formatosi nel 1998 a Hamar.

## Formazione

### Formazione attuale
- Zet - voce, chitarra
- Sfinx - voce
- Küth - batteria
- Lanius - basso
- KA - tastiera

### Ex componenti
- Solem - basso (2000-2003)
- Jon Daniel - basso (2003-2006)
- Magnus Østvang - tastiera (2001-2008)
- Sareeta - violino, cori (2001-2009)

## Discografia
- 2000 - Pure Therapy
- 2002 - Escape
- 2005 - Intra
- 2009 - Neutralized
- 2012 - Freaks in Wonderland